# Liu Songnian
Liu Songnian, ur. w Qiantang (obecnie Hangzhou), floruit ok. 1170–początek XIII w. – chiński malarz związany z dworem Południowej dynastii Song (1127–1279).
Uczył się malarstwa u Zhang Dunli, który był zięciem cesarza Zhezonga (1086–1100). Gdzieś pomiędzy 1174 a 1189 został mianowany członkiem Akademii Malarskiej, zaś w 1195 w dowód uznania otrzymał od cesarza Ninzonga (1194–1224) złoty pas. Jego nauczyciel Zhang specjalizował się w przedstawieniach ludzi, jednak Liu miał się stać znany przede wszystkim ze swoich pejzaży. Jego styl czerpie z malarstwa pejzażowego Północnej Dynastii Song (960–1127), co objawia się w złożonych kompozycjach następujących po sobie form, na kolejno wstępujących płaszczyznach. Ten aspekt jego malarstwa był później naśladowany przez Dai Jina, czołowego przedstawiciela szkoły Zhe. Liu oddawał drzewa za pomocą dwóch linii malowanych wertykalnymi pociągnięciami tuszu, zaś roślinność za pomocą nakładanych na siebie kolejnych warstw tuszu, co później zostało zreinterpretowane przez Wu Zhena i Wen Zhengminga. Złożoność i wyrafinowanie tej techniki sprawiały, że Liu potrzebował czasami lat na ukończenie jednego obrazu i w konsekwencji nie był płodnym artystą. W XVII wieku znano już zaledwie około dziesięciu jego prac. Generalnie jego obrazy, malowane kolorem na jedwabiu, charakteryzują się drobiazgowym przedstawieniem detali i przejrzystością rysunku. Do najsłynniejszych należą Rozmowa z gośćmi w pawilonie nad strumykiem (Narodowe Muzeum Pałacowe), trzy zwoje przedstawiające luohanów (Narodowe Muzeum Pałacowe), Chata nad rzeką jesienią (Museum of Fine Arts w Bostonie).